# Karl von Eberstein

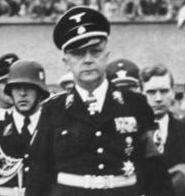
Karl von Eberstein

Karl Friedrich Freiherr von Ebersteinn (Halle (Saale), Alemania; 14 de enero de 1894 - Tegernsee, Baviera, 10 de febrero de 1979) fue un miembro de la nobleza alemana, agricultor y economista  y un alto oficial de la policía militar alemana en Múnich denominada Schutzpolizei y (Kripo) antes y durante la Segunda Guerra Mundial.
Von Eberstein fue un miembro precursor del NSDAP, las SA y las SS ostentando el grado de Obergruppenführer y General de la Policía con el rango de General de las  Waffen SS, fue asesor de la Gestapo a través de la RSHA en la represión policial y fue quien recomendó a Reinhard Heydrich con el Reichsführer-SS, Himmler en 1931.

## Biografía
Karl von Eberstein nació  en Halle-Saale en Sajonia-Anhalt,  siendo parte de la familia Dillenburger de la nobleza alemana. Ingresó como cadete en 1904 a la Academia Real Prusiana de Naumburg donde estuvo hasta 1912, pues se retiró por problemas de salud.   Von Eberstein ingresó entonces a una escuela politécnica a estudiar agricultura y economía.
La familia Dillemburge conocía a Bruno Heydrich y la madre de Karl Eberstein fue la madrina de bautizo del infante Reinhard Heydrich.
En los inicios de la Primera Guerra Mundial, von Eberstein ingresó como voluntario con el grado de sargento en el Regimiento de Artillería N º 75  de Mansfeld realizando actividades en el frente occidental  como oficial de observación y luego como comandante de una batería artillera donde ganó los grados de teniente y la Cruz de Hierro de Segunda y Primera Clase respectivamente.
En 1919 se une al Rossbach Freikorps  y toma parte en el golpe de Kapp en marzo de 1920, ejerciendo las funciones de jefe de policía. Paralelamente, se une al Reichswehr como parte del Regimiento de Artillería Nº 16 en Wittenberg.
Von Eberstein abandonó el Reichswerh en 1921 para hacer carrera funcionaria en el  banco privado Privatbank Commerz-und hasta 1923.
En 1922 se unió al Vorläuferorganisation una organización precursora del NSDAP, siendo un miembro fundador de dicha organización.
En 1925 se une al nuevo NSDAP ejerciendo las funciones como un militante de asalto y pasa trabajar como empleado administrativo del Reichswher hasta 1927.  A finales de ese año, el 17 de diciembre de 1927 se casa con Helene Meiner-Scholer. En 1928 se dedicó a la agricultura en forma independiente como administrador de una granja productora de lana y agente de viajes.
El 1 de febrero de 1929, von Eberstein se une al partido nazi siendo uno de los miembros precursores de dicha organización, es allí donde se hace cercano de Heinrich Himmler y en abril es aceptado en las SS con el nº 1506 trabajando como ayudante de campo en Turingia. En 1931, es Gausturmführer de Múnich y Alta Baviera y en Kiel conoce a Lina von Osten quien le solicita una recomendación para su novio, Reinhard Heydrich quien había sido expulsado de la Marina.  Von Eberstein le consigue una entrevista con Himmler y Heydrich es admitido en las SS.
En 1933, el partido nazi logra hacerse del poder y von Eberstein funge como representante del partido ante el Reichstag, miembro del Volksgerichtshof y miembro del gobierno de Turingia.

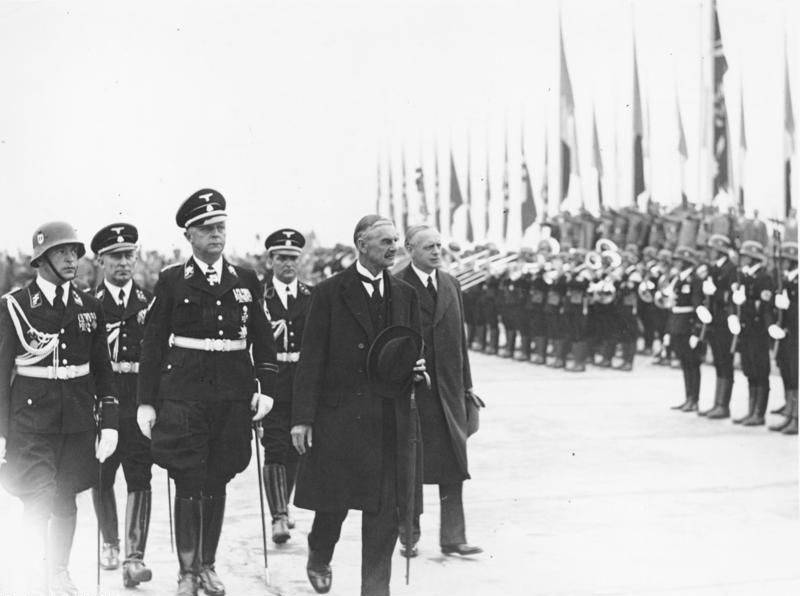
Karl Eberstein, von Ribbentrop y el canciller inglés Chamberlain en 1938.

El 30 de enero de 1936 es ascendido a Obergruppenführer de las SS y asume la Jefatura de Policía de Múnich y de Baviera, ejerciendo estas funciones hasta 1942 cuando una nueva estructuración de la policía lo deja con el rango de General y líder superior de las SS y la Policía (HSSPF) a cargo de los distritos militares de Múnich y Núremberg.  Las funciones de líder incluso abarcan al campo de concentración de Dachau y a su aparato administrativo a cargo de los prisioneros de guerra.
El 20 de abril de 1945, a causa de las intrigas de Martin Bormann y con la aprobación de Himmler, von Eberstein es destituido  por el Gauleiter Paul Giesler de todos sus cargos por el cargo de derrotismo.
Karl von Eberstein es detenido por fuerzas norteamericanas cuando capturan la ciudad de Múnich y es enviado a varios campos de detención.  Fue testigo de cargo en los Juicios de Núremberg en 1948 y fue considerado un prisionero de menor categoría (categoría III) a pesar de que existían ciertos antecedentes de haber ayudado a perpetrar la matanza de prisioneros de guerra en Dachau siendo liberado en 1953.  Una reapertura del caso en 1961 no consiguió ponerlo en la cárcel.  
Karl von Eberstein siguió trabajando como un agente bancario y ya jubilado, terminó sus días como un recepcionista en el casino de Bad Wiessee en Baviera el año 1979 falleciendo a los 85 años en Baviera.